# Ectopatria spilomata
Ectopatria spilomata är en fjärilsart som beskrevs av George Francis Hampson 1903. Ectopatria spilomata ingår i släktet Ectopatria och familjen nattflyn. Inga underarter finns listade i Catalogue of Life.